# КК Рилски Спортист
КК Рилски Спортист (буг. БК Рилски спортист) је бугарски кошаркашки клуб из Самокова. У сезони 2017/18. такмичи се у Кошаркашкој лиги Бугарске и у ФИБА Купу Европе.

## Историја
Клуб је основан 1927. године, а највећи успех у националном првенству постигао је у сезони 2012/13. освајањем трећег места. Победник је Купа Бугарске за 2016. и 2018. годину.
На међународној сцени је до првог трофеја у клупској историји дошао у регионалној Балканској лиги коју је освојио 2009. године, док је у још две сезоне (2010/11. и 2014/15.) стизао до финала. У сезони 2013/14. по први пут је играо у ФИБА Еврочеленџу, али је испао већ у првој групној фази.

## Успеси

### Национални
- Првенство Бугарске:
  - Треће место (1): 2013.

- Куп Бугарске:
  - Победник (2): 2016, 2018.

### Међународни
- Балканска лига:
  - Победник (1): 2009.
  - Финалиста (2): 2011, 2015.